# 圣马蒂诺-因巴迪亚
圣马蒂诺-因巴迪亚（義大利語：San Martino in Badia），是意大利博尔扎诺-上阿迪杰自治省的一个市镇。总面积76平方公里，人口1725人，人口密度22.7人/平方公里（2009年）。ISTAT代码为021082。